# 2-ピロン
2-ピロン(2-Pyrone)またはα-ピロン(α-Pyrone)は、分子式C5H4O2の不飽和複素環式化合物である。4-ピロンの異性体である。
2-ピロンは、二環式ラクトンを合成するための多くの種類の環化付加反応に関与することから、有機合成においてより複雑な化学構造を形成するための構成ブロックとして用いられる。例えば、アルキンとのディールス・アルダー反応により、脱炭酸して置換ベンゼンが得られる。

## 誘導体
2-ピロンを含む最も一般的な天然化合物は、ブファノリド、カヴァラクトンである。ワインに含まれるピラノアントシアニンであるオキソビチシンAも2-ピロンを含む。
2-ピロン誘導体である6-アミル-α-ピロン(6PP)は、加熱した牛肉に含まれる。ココナッツの良い香りを持つことから、食品産業において調味料として利用される。トリコデルマ属の固体発酵によっても生産される。
2-ピロン誘導体は、クオラムセンシングに似た細菌のコミュニケーションにおいてシグナル伝達分子としての役割を果たしている。LuxR型の受容体を持つが、そのホモログであるLuxIは持たない（そのためN-アシルホモセリンラクトン型クオラムセンシング分子を産生することができない）細胞はLuxR solo と呼ばれており、それらではピロンが細胞間コミュニケーションを促進するリガンドとして結合している。